# Tim Baillie
Tim Baillie (Aberdeen, 11 maggio 1979) è un canoista britannico, specializzato nello slalom C2 specialità in cui si è laureato campione olimpico a Londra 2012 insieme a Etienne Stott.

## Palmarès
- Olimpiadi

Londra 2012: oro nel C2.
- Mondiali di slalom

2009 - La Seu d'Urgell: bronzo nel C2 a squadre.
2011 - Bratislava: bronzo nel C2 a squadre.
- Europei di slalom

2009 - Nottingham: argento nel C2 a squadre e argento nel C2.
2010 - Bratislava: bronzo nel C2 a squadre.
2012 - Augusta:oro nel C2 a squadre.